# Fundamentalne twierdzenia ekonomii dobrobytu
Fundamentalne twierdzenia ekonomii dobrobytu – zbiór dwóch twierdzeń określających podstawowe implikacje płynące z analizy równowagi ogólnej stanowiące podstawę ekonomii dobrobytu.
Pierwsze twierdzenie ekonomii dobrobytu stanowi, że rynek będzie dążył do równowagi konkurencyjnej, która jest słabo optymalna w sensie Pareto wtedy, gdy zachodzą dwa następujące warunki:
1) Rynki są kompletne i nie występują koszty transakcyjne, a zatem każdy uczestnik ma również doskonałą informację.
2) Producenci są jedynie biorcami cen oraz nie istnieją bariery wejścia ani wyjścia.
Co więcej, pierwsze twierdzenie mówi, że z uwzględnieniem dodatkowego warunku równowaga będzie w ściśle Pareto optymalna:
3) Występuje lokalne nienasycenie preferencji takie, że dla każdego oryginalnego koszyka dóbr istnieje inny koszyk dowolnie zbliżony do niego, który jest preferowany.
Drugie twierdzenie ekonomii dobrobytu mówi, że spośród wszystkich możliwych do osiągnięcia w równowadze konkurencyjnej, optymalnych alokacji Pareto można osiągnąć dowolną z nich, wprowadzając ryczałtową redystrybucję majątku, a następnie pozwalając rynkowi znaleźć tę równowagę. W szczególnym przypadku można dokonać redystrybucji rozdzielając dobra bezpośrednio do punktu równowagi i punkt taki nie ulegnie zmianie w wyniku działania konkurencji rynkowej.

## Implikacje fundamentalnych twierdzeń ekonomii dobrobytu
Pierwsze twierdzenie jest przez wielu ekonomistów uważane za analityczne potwierdzenie hipotezy Adama Smitha o „niewidzialnej ręce rynku”, a mianowicie, że rynki konkurencyjne dążą do wydajnej alokacji zasobów. Twierdzenie to popiera argument o braku uzasadnienia dla interwencjonizmu w idealnych warunkach: wystarczy pozwolić rynkom działać w sposób nieskrępowany, a wynik będzie wydajny Pareto. Należy jednak pamiętać, że wydajność Pareto niekoniecznie jest tym samym, czego społeczeństwo pożąda – wskazuje jedynie, że nikt nie może zwiększyć swojej użyteczności bez ograniczenia użyteczności kogoś innego. Może istnieć wiele możliwych efektywnych alokacji zasobów Pareto i nie wszystkie z nich muszą być równie pożądane przez społeczeństwo.
Dowodzi to, że interwencjonizm ma uzasadnione miejsce w polityce – redystrybucje mogą pozwolić nam wybrać spośród wszystkich efektywnych wyników tą, która posiada inne pożądane cechy, takie jak sprawiedliwość przydziału. Ograniczeniem jest, że aby twierdzenie funkcjonowało, transfery muszą być ryczałtowe, a rząd musi mieć doskonałą informację o gustach każdego z konsumentów, a także o możliwościach produkcyjnych firm. Dodatkowym warunkiem matematycznym jest wypukłość krzywych preferencji i technologii produkcji.

### Dowód pierwszego twierdzenia ekonomii dobrobytu
Pierwsze twierdzenie ekonomii dobrobytu zostało po raz pierwszy przedstawione graficznie przez ekonomistę Abbę Lernera oraz matematycznie przez ekonomistów Harolda Hotellinga, Oskara Langego, Maurice’a Allaisa, Lionela McKenziego, Kennetha Arrowa i Gérarda Debreu. Twierdzenie to obowiązuje przy warunkach ogólnych.
Formalny opis twierdzenia brzmi następująco: Jeśli preferencje są lokalnie nienasycone, oraz {\displaystyle (\mathbf {X^{*}} ,\mathbf {Y^{*}} ,\mathbf {p} )} jest równowagą cenową z transferami, to alokacja {\displaystyle (\mathbf {X^{*}} ,\mathbf {Y^{*}} )} jest Pareto optymalna. Równowaga w tym sensie odnosi się wyłącznie do gospodarki wymiany, albo zakłada, że firmy są wydajne pod względem alokacji i produkcji, co można wykazać na podstawie doskonale konkurencyjnych rynków produkcyjnych oraz czynników produkcji.
Zdefiniujmy zestaw {\displaystyle G} różnych dóbr określonych w rzeczywistej przestrzeni wektorowej {\displaystyle \mathbb {R} ^{G}.} Na przykład jeśli {\displaystyle G=\{{\text{cukierki}},{\text{kiełbasa}},{\text{chleb}}\},} to {\displaystyle \mathbb {R} ^{G}} jest trójwymiarową przestrzenią wektorową, to wektor {\displaystyle \langle 1,2,3\rangle } będzie oznaczał pakiet towarów zawierający jedną jednostkę cukierków, 2 jednostki kiełbasy i 3 jednostki chleba.
Załóżmy, że konsument {\displaystyle i} posiada majątek {\displaystyle w_{i}} taki, że {\displaystyle \Sigma _{i}w_{i}=\mathbf {p} \cdot \mathbf {e} +\Sigma _{j}\mathbf {p} \cdot \mathbf {y_{j}^{*}} } gdzie {\displaystyle \mathbf {e} } jest łącznym wyposażeniem początkowym (tj. sumą wszystkich wyposażeń początkowych konsumentów i producentów) oraz {\displaystyle \mathbf {y_{j}^{*}} } to łączna produkcja firmy {\displaystyle J.}
Jeżeli {\displaystyle \mathbf {x_{i}} \succ _{i}\mathbf {x_{i}^{*}} ,} to {\displaystyle \mathbf {p} \cdot \mathbf {x_{i}} >\mathbf {w_{i}} }
Innymi słowy, jeśli koszyk towarów jest ściśle preferowany względem koszyka {\displaystyle \mathbf {x_{i}^{*}} ,} to konsument nie może sobie na niego pozwolić po cenie {\displaystyle \mathbf {p} .} Lokalne nienasycenie dodatkowo implikuje, że
jeżeli {\displaystyle \mathbf {x_{i}} \succeq _{i}\mathbf {x_{i}^{*}} ,} to {\displaystyle \mathbf {p} \cdot \mathbf {x_{i}} \geqslant \mathbf {w_{i}} }
Aby zrozumieć dlaczego, załóżmy, że {\displaystyle \mathbf {x_{i}} \succeq _{i}\mathbf {x_{i}^{*}} ,} ale {\displaystyle \mathbf {p} \cdot \mathbf {x_{i}} <w_{i}.} Poprzez warunek lokalnego nienasycenia mogliśmy znaleźć wektor {\displaystyle \mathbf {x'_{i}} } dowolnie blisko {\displaystyle \mathbf {x_{i}} } (i dlatego nadal osiągalny po cenie {\displaystyle \mathbf {p} }), ale który jest ściśle preferowany względem {\displaystyle \mathbf {x_{i}^{*}} ,} natomiast {\displaystyle \mathbf {x_{i}^{*}} } jest wynikiem maksymalizacji preferencji, czyli otrzymujemy sprzeczność.
Alokacja to para {\displaystyle (\mathbf {X} ,\mathbf {Y} ),} przy czym {\displaystyle \mathbf {X} \in \Pi _{i\in I}\mathbb {R} ^{G}} i {\displaystyle \mathbf {Y} \in \Pi _{j\in J}\mathbb {R} ^{G},} tj {\displaystyle \mathbf {X} } jest macierzą (dopuszczającą potencjalnie nieskończoną liczbę wierszy / kolumn), której {\displaystyle i}-ta kolumna jest koszykiem dóbr przeznaczonych konsumentowi {\displaystyle i} oraz {\displaystyle \mathbf {Y} } to macierz, której {\displaystyle j}-ta kolumna jest produkcją firmy {\displaystyle j.} Ograniczamy się do wykonalnych alokacji, w których żaden konsument nie sprzedaje oraz żaden producent nie konsumuje dóbr, których im brakuje, czyli dla każdego dobra i dla każdego konsumenta wyposażenie początkowe powiększone o jego popyt netto musi być dodatnie, analogicznie dla producentów.
Teraz rozważmy alokację {\displaystyle (\mathbf {X} ,\mathbf {Y} )} która w sensie Pareto dominuje {\displaystyle (\mathbf {X^{*}} ,\mathbf {Y^{*}} ),} co znaczy, że {\displaystyle \mathbf {x_{i}} \succeq _{i}\mathbf {x_{i}^{*}} } dla wszystkich i {\displaystyle \mathbf {x_{i}} \succ _{i}\mathbf {x_{i}^{*}} } dla niektórych i. Z powyższego wiemy, że {\displaystyle \mathbf {p} \cdot \mathbf {x_{i}} \geqslant w_{i}} dla wszystkich {\displaystyle i} oraz {\displaystyle \mathbf {p} \cdot \mathbf {x_{i}} >w_{i}} dla niektórych {\displaystyle i.} Sumując, otrzymujemy:
{\displaystyle \Sigma _{i}\mathbf {p} \cdot \mathbf {x_{i}} >\Sigma _{i}w_{i}=\Sigma _{j}\mathbf {p} \cdot \mathbf {y_{j}^{*}} .}
Ponieważ {\displaystyle \mathbf {Y^{*}} } maksymalizuje zysk, to wiemy, że {\displaystyle \Sigma _{j}\mathbf {p} \cdot y_{j}^{*}\geqslant \Sigma _{j}\mathbf {p} \cdot y_{j},} zatem {\displaystyle \Sigma _{i}\mathbf {p} \cdot \mathbf {x_{i}} >\Sigma _{j}\mathbf {p} \cdot \mathbf {y_{j}} ,} natomiast ilości dóbr muszą zostać zachowane, a {\displaystyle \Sigma _{i}\mathbf {x_{i}} >\Sigma _{j}\mathbf {y_{j}} .} W związku z tym, {\displaystyle (\mathbf {X} ,\mathbf {Y} )} nie jest osiągalne. Ponieważ wszystkie alokacje dominujące pod względem Pareto optymalności są niemożliwe do zrealizowania, to alokacja {\displaystyle (\mathbf {X^{*}} ,\mathbf {Y^{*}} )} musi być Pareto optymalna.
Zauważmy, że z faktu maksymalizacji zysku przez {\displaystyle \mathbf {Y^{*}} ,} który jest założeniem twierdzenia, wynika, iż rezultat jest przydatny tylko w takim stopniu, w jakim ta maksymalizująca zysk alokacja produkcji jest możliwa. Na szczęście dla każdego ograniczenia alokacji produkcji {\displaystyle \mathbf {Y^{*}} } i ceny do zamkniętego podzbioru, w którym cena krańcowa jest różna od 0, np. dla jakiegokolwiek rozsądnego wyboru funkcji ciągłych w celu parametryzacji możliwych produkcji, takie maksimum istnieje. Wynika to z faktu, że minimalna cena krańcowa i skończony majątek ograniczają maksymalną możliwą produkcję (0 jest minimum), a twierdzenie Tichonoffa zapewnia, że produkt tych zwartych przestrzeni również jest zwarty dowodząc, że maksimum dowolnej takiej funkcji ciągłej istnieje.

## Dowód drugiego twierdzenia ekonomii dobrobytu
Drugie twierdzenie mówi, że przy założeniu, iż każdy zestaw produkcyjny {\displaystyle Y_{j}} jest wypukły, a każda relacja preferencji {\displaystyle \succeq _{i}} jest wypukła i lokalnie nienasycona, to każda alokacja Pareto optymalna może być utrzymywana jako quasi-równowaga cenowa z transferami. Aby udowodnić to stwierdzenie dla równowagi cenowej z transferami, potrzebne są kolejne założenia.
Dowód przebiega w dwóch etapach: najpierw udowadniamy, że każda alokacja Pareto optymalna może być utrzymana jako quasi-równowaga cenowa z transferami; następnie podajemy warunki, w których quasi-równowaga cenowa jest również równowagą cenową.
Zdefiniujmy quasi-równowagę cen z transferami jako alokację {\displaystyle (x^{*},y^{*}),} wektor cen {\displaystyle p} oraz wektor poziomów majątkowych (osiągniętych poprzez transfery ryczałtowe), gdzie {\displaystyle \Sigma _{i}w_{i}=p\cdot \omega +\Sigma _{j}p\cdot y_{j}^{*},} przy czym {\displaystyle \omega } jest zagregowanym wyposażeniem początkowym dóbr, a {\displaystyle y_{j}^{*}} oznacza produkcję firmy {\displaystyle j} taką, że:
1. {\displaystyle p\cdot y_{j}\leqslant p\cdot y_{j}^{*}} dla wszystkich {\displaystyle y_{j}\in Y_{j}} (firmy maksymalizują zysk poprzez produkcję {\displaystyle y_{j}^{*}}),
2. dla wszystkich {\displaystyle i,} jeżeli {\displaystyle x_{i}\succ _{i}x_{i}^{*}} wtedy {\displaystyle p\cdot x_{i}\geqslant w_{i}} (jeśli {\displaystyle x_{i}} jest ściśle preferowane względem {\displaystyle x_{i}^{*}} to nie może kosztować mniej niż {\displaystyle x_{i}^{*}}),
3. {\displaystyle \Sigma _{i}x_{i}^{*}=\omega +\Sigma _{j}y_{j}^{*}} (ograniczenie budżetowe spełnione).

Jedyną różnicą między tą definicją a standardową definicją równowagi cenowej z transferami jest warunek (2). Nierówność jest tutaj nieostra {\displaystyle (p\cdot x_{i}\geqslant w_{i}),} co czyni go quasi-równowagą cenową. Później warunek ten zostanie wzmocniony, aby uzyskać równowagę cenową. {\displaystyle V_{i}} definiuje się jako zbiór wszystkich koszyków konsumpcyjnych, które są ostro preferowane względem {\displaystyle x_{i}^{*}} przez konsumenta {\displaystyle i,} oraz niech {\displaystyle V} będzie sumą wszystkich {\displaystyle V_{i}.} {\displaystyle V_{i}} jest wypukłe ze względu na wypukłość relacji preferencji {\displaystyle \succeq _{i},} a V jest wypukłe, ponieważ każde {\displaystyle V_{i}} jest wypukłe. Podobnie {\displaystyle Y+\{\omega \},} suma wszystkich koszyków produkcyjnych {\displaystyle Y_{i}} plus łączne wyposażenie początkowe, jest wypukłe, ponieważ każdy {\displaystyle Y_{i}} jest wypukły. Wiadomo również, że przecięcie {\displaystyle V} i {\displaystyle Y+\{\omega \}} nie istnieje, ponieważ gdyby było inaczej, to oznaczałoby to istnienie pakietu, który jest ściśle preferowany względem {\displaystyle (x^{*},y^{*})} przez wszystkich i wszyscy mogliby sobie na niego pozwolić. Wyklucza to Pareto-optymalność {\displaystyle (x^{*},y^{*}).}
Te dwa wypukłe, nieprzecinające się zbiory pozwalają nam zastosować twierdzenie hiperpłaszczyzny oddzielającej. Twierdzenie to stanowi, że istnieje wektor ceny {\displaystyle p\neq 0} i liczba rzeczywista {\displaystyle r} taka, że {\displaystyle p\cdot z\geqslant r} dla każdego {\displaystyle z\in V} i {\displaystyle p\cdot z\leqslant r} dla każdego {\displaystyle z\in Y+\{\omega \}.} Innymi słowy, istnieje wektor ceny, który definiuje hiperpłaszczyznę, która doskonale rozdziela te dwa wypukłe zbiory.
Następnie twierdzimy, że jeżeli {\displaystyle x_{i}\succeq _{i}x_{i}^{*}} dla każdego {\displaystyle i,} to {\displaystyle p\cdot (\Sigma _{i}x_{i})\geqslant r.} Wynika to z lokalnego nienasycenia preferencji: musi istnieć koszyk {\displaystyle x'_{i}} dowolnie blisko {\displaystyle x_{i},} który jest ściśle preferowany względem {\displaystyle x_{i}^{*}} i dlatego jest elementem {\displaystyle V_{i},} więc {\displaystyle p\cdot (\Sigma _{i}x'_{i})\geqslant r.} Obliczywszy granicę: {\displaystyle x'_{i}\to x_{i}} nieostra nierówność nie zostaje zmieniona, więc {\displaystyle p\cdot (\Sigma _{i}x_{i})\geqslant r.} Innymi słowy, {\displaystyle x_{i}} jest w otoczeniu {\displaystyle V.}
Stosując tę relację, widać, że dla {\displaystyle x_{i}^{*},} {\displaystyle p\cdot (\Sigma _{i}x_{i}^{*})\geqslant r.} Wiadomo też, że {\displaystyle \Sigma _{i}x_{i}^{*}\in Y+\{\omega \},} więc również {\displaystyle p\cdot (\Sigma _{i}x_{i}^{*})\leqslant r.} Łącząc te dwie nierówności, uzyskujemy {\displaystyle p\cdot (\Sigma _{i}x_{i}^{*})=r.} Możemy użyć tego równania, aby pokazać, że {\displaystyle (x^{*},y^{*},p)} pasuje do definicji quasi-równowagi cenowej z transferami.
Ponieważ {\displaystyle p\cdot (\Sigma _{i}x_{i}^{*})=r} oraz {\displaystyle \Sigma _{i}x_{i}^{*}=\omega +\Sigma _{j}y_{j}^{*},} to wiadomo, że dla każdej firmy j:
{\displaystyle p\cdot (\omega +y_{j}+\Sigma _{h}y_{h}^{*})\leqslant r=p\cdot (\omega +y_{j}^{*}+\Sigma _{h}y_{h}^{*})} dla {\displaystyle h\neq j,}
co implikuje {\displaystyle p\cdot y_{j}\leqslant p\cdot y_{j}^{*}.} Podobnie wiadomo, że:
{\displaystyle p\cdot (x_{i}+\Sigma _{k}x_{k}^{*})\geqslant r=p\cdot (x_{i}^{*}+\Sigma _{k}x_{k}^{*})} dla {\displaystyle k\neq i,}
co implikuje, że {\displaystyle p\cdot x_{i}\geqslant p\cdot x_{i}^{*}.} Te dwa wyrażenia wraz z dostępnością alokacji Pareto optymalnej, spełniają trzy warunki quasi-równowagi cen z transferami oraz poziomami majątków {\displaystyle w_{i}=p\cdot x_{i}^{*}} dla wszystkich {\displaystyle i.}
Można teraz przejść do warunków, w których quasi-równowaga cenowa jest również równowagą cenową, czyli warunków, w których stwierdzenie „jeśli {\displaystyle x_{i}\succeq _{i}x_{i}^{*},} to {\displaystyle p\cdot x_{i}\geqslant w_{i}}” implikuje, że „jeśli {\displaystyle x_{i}\succ _{i}x_{i}^{*},} to {\displaystyle p\cdot x_{i}>w_{i}}”. Aby okazało się ono prawdą, musimy teraz założyć, że zbiór konsumpcji {\displaystyle X_{i}} jest wypukły i relacja preferencji {\displaystyle \succeq _{i}} jest ciągła. Następnie, jeśli istnieje wektor konsumpcji {\displaystyle x'_{i}} taki, że {\displaystyle x'_{i}\in X_{i}} oraz {\displaystyle p\cdot x'_{i}<w_{i},} to quasi-równowaga cenowa jest równowagą cenową.
Aby to wykazać, załóżmy przeciwnie {\displaystyle x_{i}\succeq _{i}x_{i}^{*}} oraz {\displaystyle p\cdot x_{i}=w_{i},} przy czym {\displaystyle x_{i}} istnieje. Następnie poprzez wypukłość {\displaystyle X_{i}} otrzymujemy koszyk {\displaystyle x''_{i}=\alpha x_{i}+(1-\alpha )x'_{i}\in X_{i},} gdzie {\displaystyle p\cdot x''_{i}<w_{i}.} Poprzez ciągłość {\displaystyle \succeq _{i}} dla {\displaystyle \alpha } bliskiego 1 mamy {\displaystyle \alpha x_{i}+(1-\alpha )x'_{i}\succ _{i}x_{i}^{*}.} Jest to sprzeczność, ponieważ ten koszyk jest preferowany względem {\displaystyle x_{i}^{*}} i kosztuje mniej niż {\displaystyle w_{i}.}
Stąd, aby quasi-równowaga cenowa była równowagą cenową, wystarczy, aby zbiór konsumpcji był wypukły, relacja preferencji była ciągła i aby zawsze istniał „tańszy” koszyk konsumpcyjny {\displaystyle x'_{i}.} Jednym ze sposobów zapewnienia istnienia takiego koszyka jest warunek, aby poziomy majątkowe {\displaystyle w_{i}} były ostro dodatnie dla wszystkich konsumentów {\displaystyle i}.

## Powiązane twierdzenia
Ze względu na bliskie powiązania ekonomii dobrobytu z teorią wyboru społecznego, twierdzenie o niemożliwości Arrowa jest czasami wymieniane jako trzecie fundamentalne twierdzenie ekonomii dobrobytu. [wymaga weryfikacji?]
Mimo wszystko, idealne warunki powyższych twierdzeń są abstrakcją. Na przykład twierdzenie Greenwalda-Stiglitza mówi, że w przypadku występowania niedoskonałej informacji lub niekompletnych rynków, rynki nie są Pareto optymalne, zatem w prawdziwych gospodarkach stopień tych odchyleń od idealnych warunków musi być brany pod uwagę przy podejmowaniu wyborów politycznych. Co więcej, nawet jeśli utrzymują się idealne warunki, pierwsze twierdzenie ekonomii dobrobytu zawodzi w modelu zazębiających się pokoleń.